# Juan Montalvo
Juan María Montalvo Fiallos (Ambato, 13 de abril de 1832-París, 17 de enero de 1889) fue un ensayista y novelista ecuatoriano. Su pensamiento liberal estaba fuertemente marcado por el anticlericalismo y la oposición a los presidentes Gabriel García Moreno e Ignacio de Veintimilla. Luego de la publicación de la revista El Cosmopolita, en la que criticaba a la presidencia de García Moreno, Montalvo viajó a Colombia, donde escribió gran parte de su obra. Uno de sus libros más conocidos es Las Catilinarias, publicado en 1880. Entre sus ensayos destacan Siete tratados (1882) y Geometría Moral (póstumo, 1902). También escribió una secuela de Don Quijote de la Mancha, llamada Capítulos que se le olvidaron a Cervantes. Admirado por escritores, ensayistas, intelectuales de la talla de Jorge Luis Borges, Miguel de Unamuno. Murió a causa de una pleuresía en París. Su cuerpo fue embalsamado y se expone en un mausoleo en su ciudad natal Ambato.

## Biografía

### Infancia y formación
Su padre, don Marcos Montalvo Oviedo, hijo de un inmigrante andaluz, se dedicaba a los negocios ambulantes. En Quinchicoto, cerca de Ambato, conoció a doña Josefa Fiallos Villacrés, con quien se casó el 20 de enero de 1811. La pareja tras un tiempo se trasladó a Ambato, ciudad en la que don Marcos llegó a destacarse. Fallecidos ya algunos hermanos en la edad de la infancia, Juan se convirtió en el menor de los varones, y sus padres le procuraron mimos y cuidados.

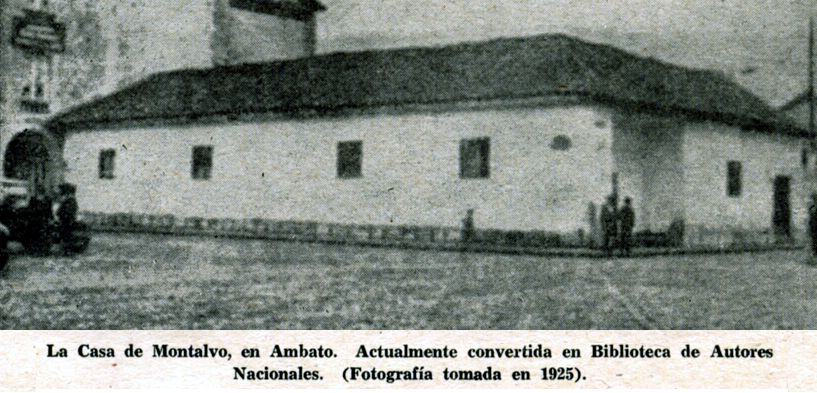
Casa de Juan Montalvo en la ciudad de Ambato

Tuvo siete hermanos: Francisco, Javier, Mariano, Alegría, Rosa, Juana e Isabel. Su niñez transcurrió no solo en su casa, sino también en la cercana quinta de Ficoa. En 1836 sufrió de viruelas y quedó con el rostro marcado. A los siete años fue a la escuela, una humilde casa de aldea, de una sola planta, pobremente administrada y sostenida. En 1843, cuando tenía once años, su hermano Francisco fue arrestado, encarcelado y desterrado por enfrentarse políticamente a la dictadura de Juan José Flores. Según el escritor Galo René Pérez, el destierro de su hermano le "dejó una lesión moral de la que no se recuperó jamás", llevándolo a odiar a las dictaduras.
En 1845, su hermano regresó de su destierro en Perú, y lo llevó consigo a Quito a continuar sus estudios. Sus dos hermanos mayores, Francisco y Francisco Javier, le orientaban e influían en su gusto por las letras, aparte de haberle creado, cada uno con su prestigio, un ambiente favorable en el mundo de sus estudios. Entre 1846 y 1848 empezó a estudiar gramática latina en el colegio San Fernando. Posteriormente estudió filosofía en el seminario San Luis, donde recibió el grado de maestro, y después ingresó a la Universidad de Quito para estudiar Derecho, no porque quisiera ser abogado, sino porque entre las profesiones de entonces (medicina, leyes y teología) esta le era la menos desagradable.

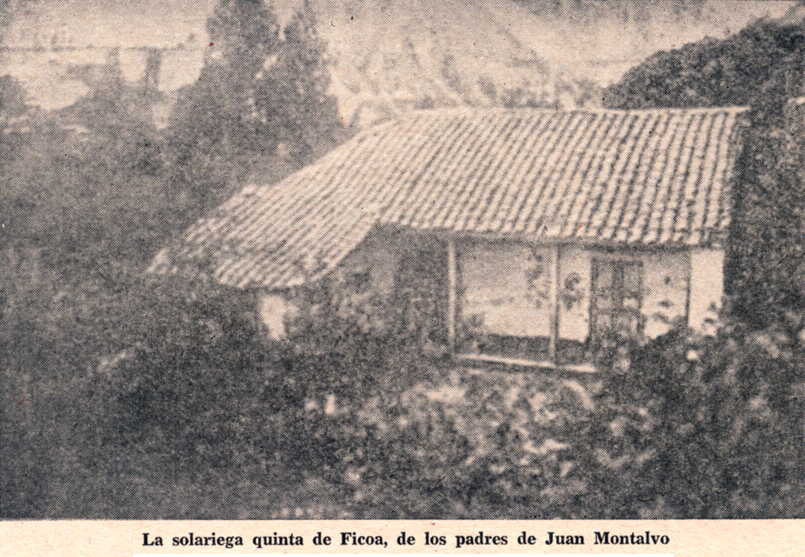
Fotografía de la quinta de los padres de Juan Montalvo en Ficoa, Tungurahua, Ecuador.

En Quito se hizo amigo del poeta y político liberal Julio Zaldumbide, con quien se reunía de continuo. En su casa a veces asistían practicantes de letras, destinados a convertirse en conocidos escritores: Agustín Yerovi, José Modesto Espinosa y Miguel Riofrío. Juntos comentaban a los grandes autores románticos europeos. En 1853 el presidente José María Urbina decretó la libertad de estudios en colegios y universidades. Por las nuevas regulaciones, Montalvo se vio privado de su cargo de secretario en el colegio San Fernando y además fue impulsado a abandonar su carrera de Derecho tras haber aprobado solamente el segundo curso. Así, decidió volver a Ambato.
En el ambiente melancólico de su casa (sus padres y su hermano mayor para entonces habían fallecido) Se concentró en el enriquecimiento de su formación de autodidacta, acostumbrado a tomar notas de sus lecturas en cuadernos que se conservan. Estudiaba gramática española y tratados de carácter idiomático. Profesando un respeto consciente a Capmany y Clemencín, estaba convencido de que era necesario fundar las originalidades estilísticas en la posesión de una forma correcta autorizada por los clásicos y los estudiosos más notables de la lengua.

### Primer viaje a Europa
Durante el gobierno de Francisco Robles, Montalvo fue nombrado adjunto civil a la legación ecuatoriana en Roma, mientras que Francisco Javier Salazar fue nombrado secretario de la misma. En buena medida este nombramiento se dio gracias a las diligencias de su influyente hermano, el doctor Francisco Javier Montalvo. A mediados de julio llegó a Francia. Aunque el asiento de sus funciones de adjunto civil era Roma, Montalvo se quedó seis meses en París, por causas ajenas a su voluntad. Ahí conoció a don Pedro Moncayo, diplomático ecuatoriano, quien le brindó facilidades para su estímulo intelectual, y a celebridades francesas tales como Lamartine y Proudhon. Desde enero hasta agosto de 1858, mantuvo correspondencia con su hermano Francisco Javier destinada a su publicación en el semanario quiteño La democracia, que este último dirigía. Estos escritos, que conformaron una porción muy importante de su futura revista El Cosmopolita, no fueron bien recibidos en el Ecuador. Durante esta etapa en París, Montalvo se volvió melancólico, pues extrañaba su provincia. En Los proscritos, ensayo aparecido en El Cosmopolita, escribió:

La nostalgia consiste en un amor indecible por la patria y un profundo disgusto del país en que se está..., es un deseo de llorar a gritos al mismo tiempo que eso es imposible.

También se acentuó su misantropía, inclinación que tuvo desde sus años de infancia, por hallarse en un medio extraño e indiferente. Su permanencia en París duró tres años, durante los cuales se dedicó a sus estudios, los contactos con personalidades, los paseos urbanos de observación provechosa, la elaboración de páginas literarias, varias aventuras amorosas y breves tareas de oficina. Asimismo, durante este tiempo se le manifestó un agudo reumatismo, cuyos efectos le acompañaron durante el resto de su vida.
Dejó Francia y en enero de 1858 ya se hallaba en Italia. Visitó Roma, disfrutó mucho su visita a Florencia, e igualmente memorables le resultaron sus impresiones de Nápoles, Sorrento, Pompeya y Venecia. De Italia viajó a España; visitó Granada y Córdoba, disfrutando de la arquitectura de la Alhambra y el Generalife De Granada regresó a París, atravesando La Mancha, donde constató la miseria en que se hallaba la región en ese entonces.

### Retorno al Ecuador y exilio

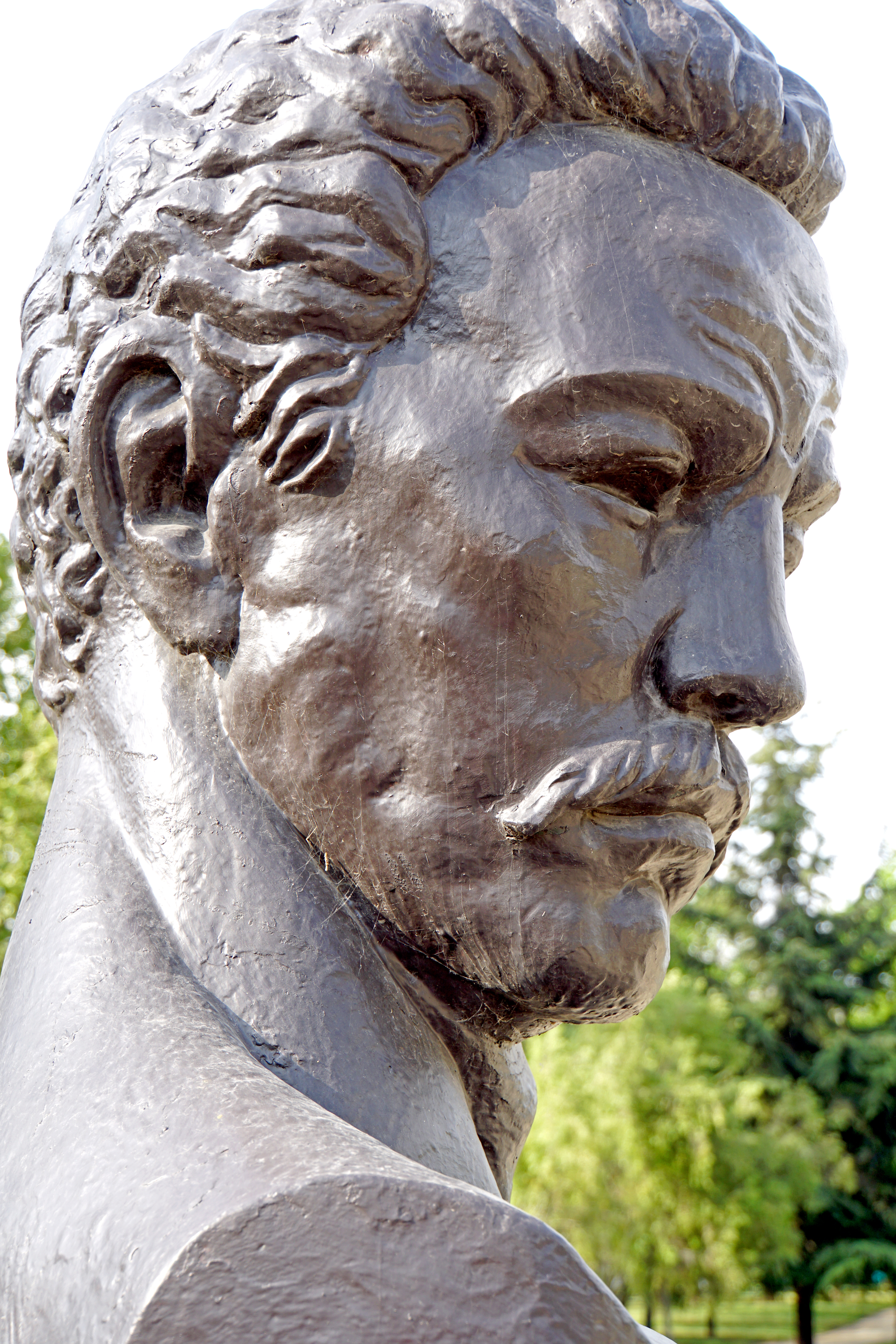
Montalvo en Chile

Tuvo que regresar al Ecuador no solo por la inestabilidad de los gobiernos y la agitación política, sino también por la artritis que lo aquejaba. Cuando llegó, en 1859, el país era gobernado por Gabriel García Moreno. Lo primero que hizo fue escribirle al presidente una larga carta, un tanto discursiva, pero cargada de admoniciones y amenazas, que según parece, no lo irritó del todo. A finales de 1861 colaboró en la revista literaria El Iris de Quito. En 1865 comenzaron sus amores con María Adelaida Guzmán, con quien contrajo finalmente matrimonio en Ambato el 17 de octubre de 1868 y tuvo dos hijos.
El 3 de enero de 1866, después del primer período presidencial de Gabriel García Moreno, publicó El Cosmopolita, revista de carácter político-literario editada en Quito en 40 páginas, cuyas siguientes entregas siguieron apareciendo hasta enero de 1869, y sostuvo una acalorada polémica con José Modesto Espinosa, que le salió al paso. En 1867 editó El Precursor del Cosmopolita y al año siguiente comenzó a cartearse con Eloy Alfaro y polemizó con Juan León Mera, publicando en su contra dos folletos: El Masonismo Negro y Bailar Sobre las Ruinas. En 1869, cuando Gabriel García Moreno impulsó la llamada "Carta Negra", y por decisión del presidente se empezó a censurar su trabajo bajo órdenes del general Secundino Darquea, temiendo por su vida decidió expatriarse. Acudió a la embajada de Colombia, y ni bien recibió su pasaporte para abandonar el país, partió la mañana del 17 de enero de 1869 rumbo a Ipiales junto a otros dos exiliados: Mariano Mestanza y Manuel Semblantes.

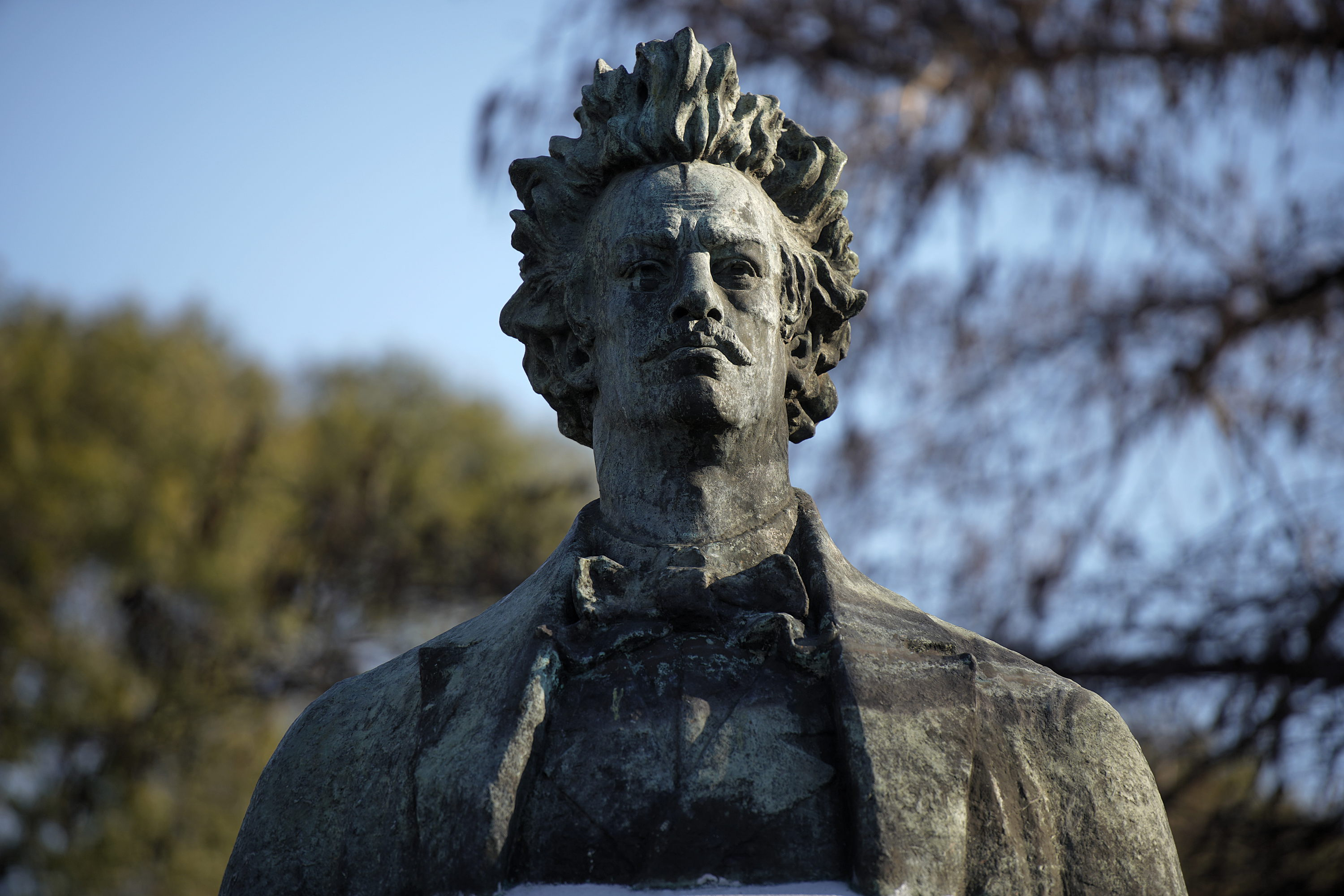
Busto de Juan Montalvo en Uruguay.

La familia Arellano del Hierro, de Tulcán, recomendó a Montalvo ante el doctor Ramón Rosero, de Ipiales, para que le acogiera en su hogar; Posteriormente fue recomendado a la señora Filomena Rojas. Por su parte, Mestanza y Semblantes continuaron su viaje hacia la costa, para navegar a Panamá y desde allí hacia Europa. Durante su estadía en Ipiales, la señora Filomena Rojas le regaló una pluma de oro y Montalvo recibió la primera carta de Eloy Alfaro desde Panamá, invitándolo a acompañarlo. Pronto fraternizaron y Alfaro le instaló cómodamente; le compró pasaje para Francia, le dio una suma de dinero para las primeras semanas de permanencia en aquel país y le prometió extenderle las ayudas que en lo posterior llegará a solicitarle. Llegado a la capital francesa, su interés inmediato fue establecer conexiones con las personas que quizás se hallaban en disposición de ayudarle, pues desde su destierro cayó en una situación de apremio; había salido del Ecuador con pocas pertenencias y le era imposible obtener ingresos seguros y periódicos. Regresó a Panamá, rumbo a Ipiales. Y aunque ahí le faltó dinero para continuar su viaje, Alfaro nuevamente acudió en su ayuda. Montalvo lo relata de la siguiente manera:

Entre los nombres que han de bendecir por cuenta mía, está el de Eloy Alfaro, joven apenas conocido para mí, amigo nunca. Tan luego como supo el trance en que me hallaba, se me vino por sus pasos, y me tranquilizó con la más exquisita delicadeza. Y no contento con traerme un billete de pasaje de primera clase, me ofreció una letra para Barbacoas de la suma que yo quisiese, la cual rehusé, porque en esa ciudad me esperaba otro amigo, otro hermano.

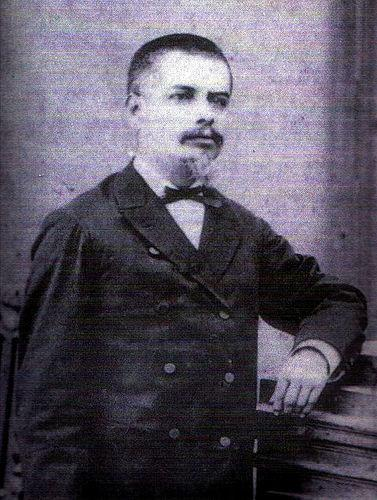
Eloy Alfaro.

Una vez en Ipiales decidió continuar hacia Perú, donde se encontró con José María Urbina, desterrado por Gabriel García Moreno. Ahí buscó fomentar la oposición contra el gobierno de su país, y quizá una revolución. Pero no tuvo éxito, y frustrado, regresó a Ipiales. Durante su destierro redactó varios libros, tales como El bárbaro de América en los pueblos civilizados de Europa, El libro de las pasiones, Diario de un loco, De las virtudes y los vicios y Capítulos que se le olvidaron a Cervantes. En 1872 falleció su hijo Carlos Alfonso, de cinco años y ocho meses; se le comunicó la noticia desde Ambato.
En octubre de 1874, mediante diligencia personal de Alfaro, fue publicado su libelo La dictadura perpetua, pero no comenzó a circular en Ecuador antes de mayo de 1875. De todos modos, La dictadura perpetua inspiró a un grupo de jóvenes liberales (Roberto Andrade, Manuel Cornejo, Abelardo Moncayo y Manuel Polanco) a asesinar a Gabriel García Moreno, el 6 de agosto. Sin embargo, el más notorio autor del magnicidio fue un hombre ajeno a los conjurados, el mercenario colombiano Faustino Lemos Rayo, quien incluso ocupó algunos puestos públicos en los gobiernos garcianos, por lo cual el presidente no sospechaba de él. Al enterarse de la noticia, Montalvo afirmó: "no ha sido el machete de Rayo, sino mi pluma quien le ha matado". Poco después publicó el ensayo El último de los tiranos.
En mayo de 1876 de manera voluntaria y con el socorro económico de sus amigos liberales, Montalvo regresó al Ecuador. En Quito publicó el folleto Del Ministro de Estado por medio del cual atacó y ocasionó la renuncia de Manuel Gómez de la Torre, Ministro de Gobierno del presidente Antonio Borrero. El 22 de junio apareció el primer número de la revista El Regenerador, cuyo último número se publicó el 26 de agosto de 1878.  El 9 de julio organizó la que se denominó "Sociedad Republicana" y en su discurso inaugural exaltó la importancia de la Internacional y propuso algunos de sus principios. Dijo:

El objetivo (de la Internacional) es honesto, es moderado; los medios de que se vale son lícitos; sus anhelos plausibles. La organización del trabajo, la correspondencia de honorarios y salarios con oficios y obras; la libertad revestida del derecho, sofrenada por el deber y otros fines semejantes, son los de esa asociación que está rebosando en Europa...La Internacional reconoce el principio de propiedad no quiere sino que las clases laboriosas no malogren su trabajo y la industria tenga sus leyes a las cuales se sometan la ociosidad y el lujo. Esta sociedad no es perseguida por la fuerza pública; los enemigos del pueblo están gritando contra ellas, cierto: Pero ¿qué autoridad tienen para la democracia las alharacas de Napoleón III y de Bismarck?

Dejó transitoriamente la ciudad para descansar en una propiedad de sus hermanos, cercana a Baños. Pero pronto fue llamado por Eloy Alfaro, quien había llegado a Guayaquil a preparar un pronunciamiento contra el gobierno de Borrero. Así, el 6 de septiembre del mismo año Montalvo llegó a Guayaquil y fue recibido por una entusiasta multitud. Fue incapaz de hablar en público, y más bien prometió un agradecimiento a su modo, mediante la palabra impresa, que en efecto circuló entre los guayaquileños al día siguiente. Y aunque Montalvo ese día había conseguido verse lisonjeado públicamente, su alegría no duró mucho, pues Ignacio de Veintemilla se proclamó dictador el 8 de septiembre. Sus amigos le prevenían del riesgo que corría bajo el nuevo gobierno, pero Montalvo no podía exiliarse, pues no contaba con suficientes recursos económicos. 
En los comicios de 1877 fue elegido diputado por la provincia de Esmeraldas, pero no asistió nunca a las Cámaras. Tras un tiempo, finalmente partió hacia Ipiales, donde vivió preocupado y pendiente de su seguridad. En poco más de un mes viajó a Panamá, con la intención de publicar Las Catilinarias. Cuando después de 3 meses regresó a Ipiales, de inmediato se empeñó en acciones concretas de agitación popular y de levantamiento armado contra la presidencia de Veintemilla. Dejó de nuevo Ipiales, y el 30 de julio de 1881 estaba ya en Barbacoas (Nariño); ahí se detuvo más de doce días, antes de encaminarse a Tumaco y de ahí a Panamá, donde permanecería por un tiempo indefinido. Para este entonces, la relación que tenía con su esposa se quebrantó por completo por el estilo de vida que Montalvo llevaba y por su desentendimiento en las obligaciones familiares. Eloy Alfaro le había anunciado únicamente que su viaje a Europa no admitía ya dudas; junto con José Miguel Macay, su próspero socio financiero, se comprometió a ayudarle económicamente y a vigilar la edición de sus folletos. Finalmente Montalvo viajó a París con el deseo de editar su obra Siete tratados.

### Tercer viaje a Europa

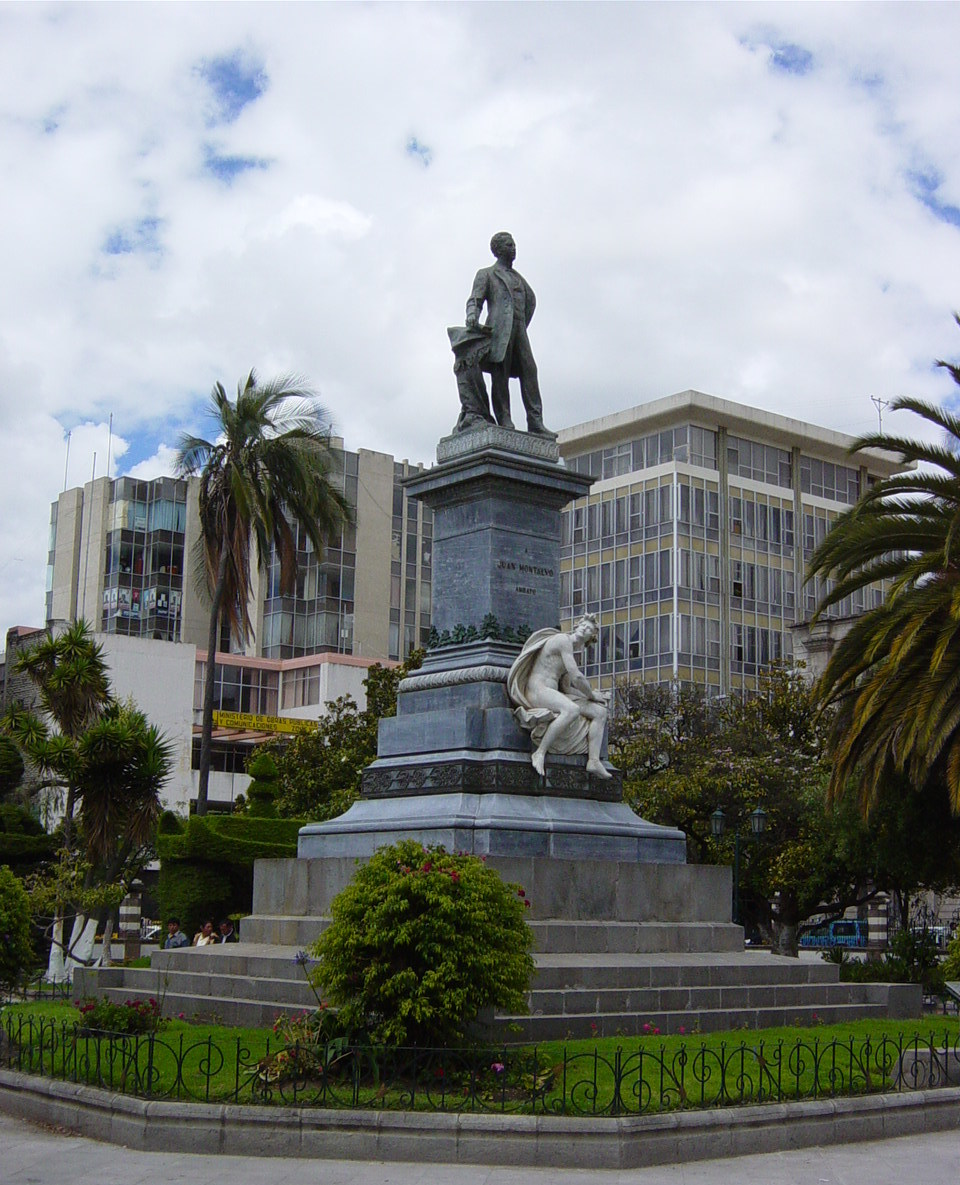
Monumento a Juan Montalvo en Ambato, Ecuador.

Estaba orgulloso de sus Siete tratados y deseaba publicarlos de la forma más lujosa posible. Pero no logró reunir el dinero que demandaba el proyecto, hasta que consiguió el auspicio del empresario José Joaquín de la ciudad de Besançon. Cuando fueron publicados sus Siete tratados, Montalvo fue reconocido y elogiado por varios críticos europeos, aunque solo en el ámbito de la cultura hispana (mantenida por emigrantes españoles e hispanoamericanos por medio de publicaciones) o hispanistas de París.
En consecuencia, Montalvo se apresuró a promocionar sus tratados en España. A finales de mayo, habían recibido los dos volúmenes de los Siete tratados el director del diario El Globo y Emilio Castelar. El 23 de octubre de 1882 su esposa María Adelaida falleció, y el mismo año Montalvo inició una relación sentimental con la francesa Augustine-Catherine Contoux, que mantuvo hasta sus últimos días. Con ella tendría un hijo en 1886, fruto de su concubinato.
Ansioso por conquistar la fama en España, Montalvo armó inmediatamente un viaje a Madrid, y llegó a la ciudad el 2 de junio de 1883. Se instaló en el mejor hotel de aquellos años: el Hotel París, ubicado en la Puerta del Sol. Muchos hombres de letras fueron a visitarle o le invitaron a encontrarse con ellos: Gaspar Núñez de Arce, Jesús Pando y Valle, Marcelino Menéndez Pelayo y Manuel del Palacio, además de Juan Valera, Emilia Pardo Bazán, Leopoldo García Ramón y Carlos Gutiérrez, a más de dos figuras italianas: Cesare Cantù y Edmundo de Amicis. El mismo año el presidente José Plácido Caamaño le ofreció una diputación, que rechazó.
Sin embargo, los Siete tratados no fueron bien recibidos por todos; la Iglesia católica en el Ecuador, a través del arzobispo de Quito monseñor José Ignacio Ordóñez, mostró su descontento con la obra. El 19 de febrero de 1884 el arzobispo reprobó y condenó los Siete tratados por medio de una carta pastoral. Pronto Montalvo respondió al clérigo por medio de su libro Mercurial eclesiástica, escrito con pasmosa fuerza de improvisación y lleno de ataques violentos contra Ordóñez y la Iglesia. Por ese motivo, el arzobispo Ordóñez viajó a Roma con la intención de conseguir del Papa la prohibición de su lectura, y en poco tiempo León XIII incluyó a los Siete tratados en el Índice de libros prohibidos.
Más tarde, en 1886, Montalvo empezó la publicación de El Espectador, libro compuesto de tres volúmenes, cada uno de los cuales contenía diecisiete, diecinueve y nueve ensayos cada uno. De vuelta en Francia, sus planes de retorno al Ecuador fueron fracasando, y tuvo que permanecer en París. En 1888 el presidente Antonio Flores Jijón le ofreció la posición de cónsul en Burdeos y Montalvo no aceptó su propuesta. En París, posiblemente entre el 8 y el 10 de marzo de 1888, su salud se deterioró de manera brusca debido al mal clima: un fuerte aguacero lo sorprendió mientras regresaba de la casa editorial donde había corregido ciertos detalles del tercer volumen de El Espectador, y contrajo neumonía.

### Últimos días
En los días siguientes los síntomas de su enfermedad fueron empeorando y Montalvo cayó prácticamente en la indigencia. Durante ese largo tiempo de padecimientos frecuentemente le visitaron Agustín L. Yerovi y Clemente Ballén. Los médicos que habían atendido a Montalvo los primeros días de su enfermedad no se dieron cuenta de que la neumonía inicial que lo aquejaba se había convertido en un derrame pleural, como determinó el médico León Labbeé, quien lo sometió a un tratamiento que, aunque lo mejoró durante un tiempo, no pudo detener sus cada vez más intensos padecimientos. Cuando Labbeé se dio cuenta, tras un nuevo examen del líquido pleural, de que se había presentado un peligroso foco de supuración, indicó la conveniencia de practicar una operación inmediata, harto difícil, a la que Montalvo aceptó someterse.
Cuando llegó el día de la operación, en el momento de decir si concedía su permiso para la anestesia, para sorpresa de todos contestó diciendo: "En ninguna ocasión de mi vida he perdido la conciencia de mis actos. No tema, doctor, que me mueva. Operará usted como si su cuchilla no produjera dolor". Los detalles testimoniales del doctor Agustín Yerovi, sobre este hecho, son los que siguen:

La operación que sufrió Montalvo, horroriza. Consistió en levantar dos costillas de la región dorsal, después de cortar en una extensión de un decímetro, las partes blandas de esa región; dar la mayor dilatación a la herida, mediante pinzas que recogen carnes sangrientas, y luego colocar algo como una bomba, que tiene el doble objeto de aspirar los productos del foco purulento, e inyectar líquidos antisépticos; es decir: algo como fuego. -Todo esto duró cosa de una hora; mientras tanto, el enfermo no había exhalado una queja, ni contraído un músculo. La actitud serena y hasta majestuosa, interesó a los médicos, practicantes y espectadores. Uno de ellos exclamó: ese hombre es un carácter.

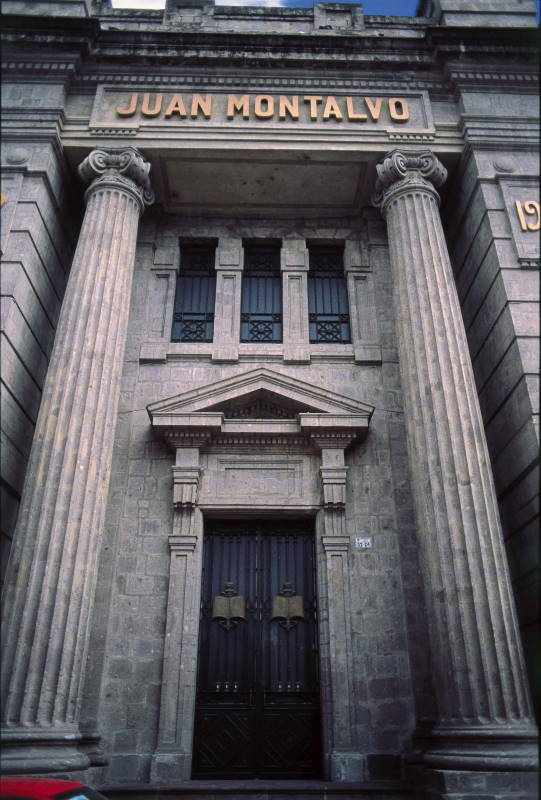
Museo y mausoleo de Juan Montalvo en Ambato.

Hecho muy cuestionable tanto en el testimonio como en los actores de aquel supuesto acto, pues ningún ser humano puede resistir tal martirio y sufrimiento, Montalvo también fue sometido a una operación de apostemas en la garganta. Al terminar el largo proceso operatorio, el cirujano advirtió que había evidencia de que el foco infeccioso había invadido otros puntos del organismo, y que no había otra opción que dejar abierta la herida para ir drenando periódicamente el líquido purulento. Esa herida quedó abierta hasta su muerte. Montalvo comprendió que su fin se aproximaba y pidió ser conducido a su casa de la rue Cardinet n.º 26 donde dijo: "Solo siento que toda mi vida se concentra en mi cerebro. Podría componer hoy una elegía como no la he hecho en mi juventud" Leopoldo García Ramón, quien confesó que iba a acompañarle semanalmente mientras estuvo postrado, relató lo siguiente:

Cuando a mi retorno de España, en septiembre del año pasado (1888), fui a visitarle, se me oprimió dolorosamente el corazón al comprobar los progresos de la terrible neumonía purulenta que le consumía. Le consideré perdido. Llevaba en el costado una herida que a propósito mantenían abierta los médicos; habían practicado en su garganta una operación difícil y dolorosa; muy a pesar de todo, ¡qué limpieza la de su ropa interior! ¡Con qué afán arreglaba los puños de la camisa de dormir para ocultar sus pobres muñecas! ¡Cuánto agradeció a mi mujer que consintiese verle así, sin afeitar, despeinado, hecho una ruina! Luchaba con rabia contra la enfermedad: no quería morir.

La condición de Montalvo cada vez era peor, y el 15 de enero de 1889 hizo aproximar al doctor Agustín L. Yerovi para manifestarle sus últimos deseos (entre ellos el ser enterrado en París); el 16 de enero comenzó a agonizar, el 17 de enero pidió a su ama de llaves que lo vistiera con su traje negro y con frac y le pidió que tratara de comprar un puñado de claveles para su féretro. Fueron sus últimas palabras.
La colonia ecuatoriana costeó sus funerales que fueron solemnes y en la iglesia de San Francisco de Sales. Durante la era progresista se repatriaron sus restos embalsamados a Guayaquil, y el 12 de julio de 1889 fueron enterrados en el cementerio de la ciudad, donde permaneció hasta el 10 de abril de 1932. Al día siguiente de su exhumación se trasladaron a Ambato, a donde llegaron el 12, para reposar desde entonces en su mausoleo. En 1895 se publicó de manera póstuma en Francia Capítulos que se le olvidaron a Cervantes; y en 1902, Geometría Moral.

## Obra

### Influencia

#### Antigüedad clásica
Montalvo leyó todo cuanto entonces se podía leer acerca de Historia, Filosofía y Literaturas Helénicas, y citó en sus obras de manera directa o glosada a bastantes griegos de la antigüedad. Del mismo modo, aunque en menor grado, sentía admiración por la antigua Roma. El teatro romano de Terencio, Plauto y Séneca sirvió, si no de inspiración, de modelo, a los cinco dramas que escribió y que fueron recopilados en su Libro de las pasiones: La Leprosa, Jara, El descomulgado, Granja y El dictador. En definitiva, lo grecolatino llegó al escalón más alto de su saber, siendo el cimiento sólido de su formación y el arma que esgrimió en sus enconadas polémicas. Admiraba de Grecia a Sócrates, y de Roma a Julio César, como ejemplo del soldado, y a Cicerón, por su oratoria.

#### Literatura española
Conocía buena parte de la literatura española, desde los romances hasta el romanticismo. En más de una ocasión hizo críticas a varias obras literarias españolas y dedicó su ensayo El buscapié a exaltarlas. Sentía especial admiración y respeto por Cervantes y consideraba a su Don Quijote de la Mancha como lo más acabado en el mundo de las letras, al mismo tiempo que despreciaba la continuación escrita por Avellaneda. Por otro lado, Montalvo consideraba a las letras españolas contemporáneas a él (segunda mitad del siglo XIX) como vagas e improductivas, impugnando especialmente las malas traducciones de textos, aunque supo apreciar a los intelectuales españoles de la época.

#### Literatura francesa
Las letras francesas, antes y después de las guerras de la Independencia, tuvieron decisiva influencia sobre los escritores hispanoamericanos. El romanticismo tanto español como hispanoamericano tuvo sus simientes en Francia, y en América brotó primero y duró más. Montalvo fue un ideólogo romántico del liberalismo; sus modelos fueron Chateaubriand, Rousseau y Víctor Hugo, mientras que por Lamartine sentía un profundo aprecio. Asimismo admiraba a Montaigne y Montesquieu, quienes junto a Rousseau inspiraron su pensamiento político. De Montaigne tomó no solo la exaltación del hombre en su estado natural, sino varios temas y la técnica literaria que usaba en sus ensayos. Muchas de las ideas de Montalvo, sin ser necesariamente copiadas, son eco de El espíritu de las leyes de Montesquieu, y Rousseau tuvo su influencia en el escritor ecuatoriano por sus ideas sobre educación, gobierno, Estado, ciudadanía etc., expresadas en Emilio y El Contrato Social.

#### Otras influencias
En cuanto a la literatura en inglés, admiraba mucho a Byron y a Milton, y probablemente sus ensayos fueron también inspirados por Bacon. Su revista El Espectador se inspiró en The Spectator de Addison. La literatura estadounidense también fue citada por Montalvo, aunque sin juicios críticos. Conocía las grandes obras literarias publicadas en italiano, aunque no se dejó influir, al parecer, por el estilo, los temas y las ideas de los maestros italianos. En cuanto a la literatura en alemán, estudió los clásicos del siglo XVIII, aunque no conocía el idioma. Sentía admiración por Goethe; sobre él, Schiller y Klopstock dijo que eran "ingenios de primer orden, de esas antorchas altísimas que se hallan a la vista de todas las naciones". De Hispanoamérica conoció la prosa de Bolívar, la poesía y especialmente la Gramática de Andrés Bello, la poesía de Olmedo y los argentinos precursores del romanticismo.

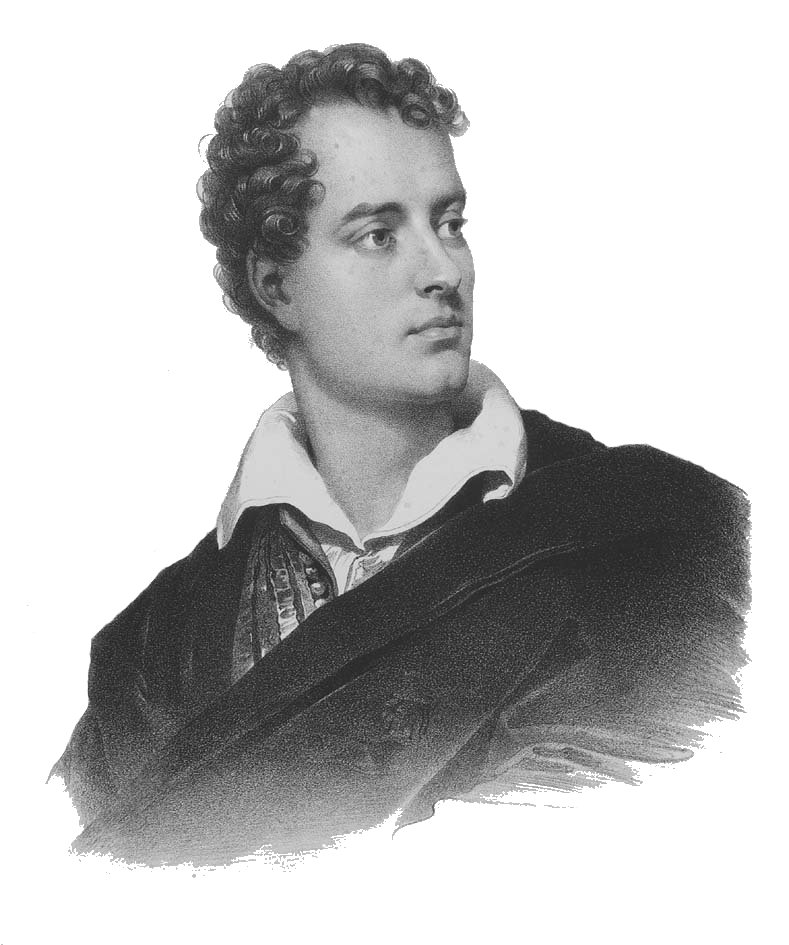
Retrato de Lord Byron.

### Géneros
Si se comprende al ensayo como un género, y al periodismo una rama del ensayo, toda la obra de Montalvo sería ensayística, con la excepción de su Libro de las pasiones, compuesto de cinco dramas, y Capítulos que se le olvidaron a Cervantes, que es una novela.
Según el profesor Antonio Sacoto Salamea, el ensayo es el "género en el cual como tapiz Montalvo copia la cruenta lucha política de una época, nos da conceptos de la cultura y la barbarie, pone de relieve los males que corrompen una sociedad y denuncia inmisericorde los elementos causantes de esta estagnación". Hay que notar, sin embargo, que en la composición de sus ensayos son frecuentes las digresiones
En cuanto a lo lírico, no publicó ningún libro de poesías, pero hay algunas sueltas a través de sus escritos. Su poesía ha sido considerada como fría y llena de reminiscencias y desde el punto de vista temático, carente de originalidad. Respecto a los dramas que escribió, solo se conocen cinco, publicados después de su muerte bajo el título de El libro de las pasiones. No fueron creaciones para ser representadas, aunque bien pudieran montarse en escena; su preocupación más bien fue didáctica, pues sus obras teatrales tenían un fondo moralista.
Su única novela, Capítulos que se le olvidaron a Cervantes, es una continuación del Quijote ambientada en algún tramo geográfico y en un momento indeterminados de la ruta del personaje, en el contexto de su tercera salida, en la cual Montalvo se preocupaba mucho de demostrar la perfección lingüística a la que llegó Cervantes, en vez de desarrollar sus personajes. No obstante, en la enciclopedia española "Monitor"(editorial Salvat, 1970), en su artículo "Don Quijote"(tomo 6, pag.2099), la novela de Montalvo es considerada como la mejor aproximación en este género al personaje cervantino, pues por lo general ha sido reproducido en forma sesgada por otros autores. Textualmente el artículo mencionado dice:"En el siglo XIX hemos de destacar la valiosa interpretación del ecuatoriano J. Montalvo, quien en los Capítulos que se le olvidaron a Cervantes trazó una semblanza del héroe que no desdeñaría su mismo autor: el sentido de raza, tragedia y sublimación fueron magníficamente destacados por el eximio polígrafo ecuatoriano". Como periodista, Montalvo era consciente del influjo del periodismo como motor generador en la cultura y en la vida social y política, aunque lo usó para sustentar con cierto afán de proselitismo puntos de vista que compaginaban su orientación ideológica y política.

### Temas frecuentes

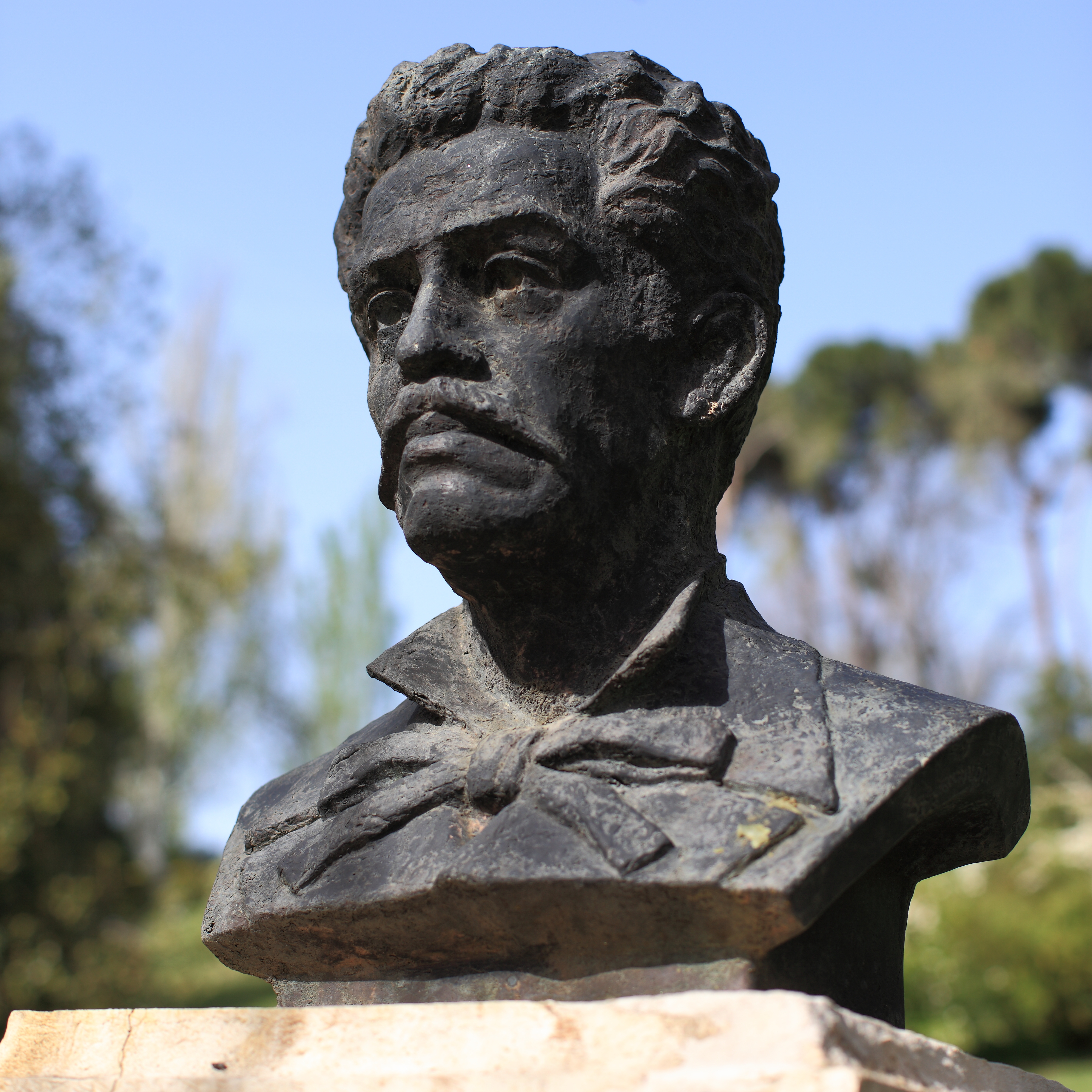
Busto de Juan Montalvo en Madrid.

#### Civilización y Barbarie
En el ensayo hispanoamericano de la época se consideró que la barbarie era el obstáculo para el avance de la civilización, la propagación de la cultura. Montalvo de acuerdo con esta idea, calificó como barbarie, entre otras cosas, el uso de la fuerza bruta, los actos de opresión imperialista, el despotismo de los gobiernos, y el fanatismo religioso.

#### Política
Montalvo era un idealista y le desagradaba la realidad política del Ecuador. Fiaba de la moral y de los principios como base del funcionamiento de la nación, y le preocupaba mucho destacar la importancia de las dotes morales de los políticos, cuando en realidad tanto los conservadores como los liberales tenían defectos. Por eso el profesor Louis Arquier afirmó que “Cada vez que habla de política el articulista se enfrenta con una contradicción, el tema le atrae y le repele a la vez”.
Montalvo era muy respetuoso de las leyes, pero le molestaba el hecho de que algunas fueran injustas. En El Cosmopolita atacaba a los legisladores que creaban o derogaban leyes a su conveniencia:

Un diputado tiene las mercaderías en camino para la aduana, proyecto de ley rebajando los derechos anexos a esas mercaderías. A la nación le importa esa rebaja. Otro diputado es dueño de una fábrica en que se elabora cierto artículo, proyecto de ley reduciendo la pensión impuesta a ese artículo. A la República le importa por entonces aquella reducción.

También despreciaba la tiranía, a la que se refería, entre otras formas, como "el abuso triunfante, soberbio, inquebrantable" En su opinión, para que haya tiranía necesariamente debía haber un pueblo dispuesto a soportarla, ya sea por timidez o apatía; así, el pueblo era tan culpable del establecimiento de una tiranía como el mismo tirano. Su posición liberal le llevó a oponerse a cualquier régimen que no haya sido elegido por sufragio, aunque llegó a oponerse al voto popular si el país no gozaba de sus libertades.
Respecto a los derechos de las personas, defendió en varias ocasiones los derechos de la mujer. También defendió los derechos de los indígenas y los negros, más por su idea de igualdad de todos los hombres ante Dios que por simpatía hacia ellos, pues probablemente tenía prejuicios raciales. Consciente de la gran responsabilidad que pesaba sobre los intelectuales con respecto de los problemas sociales de los indígenas, afirma:

No, nosotros no hemos hecho este ser humillado, estropeado moralmente, abandonado de Dios y la suerte; los españoles nos lo dejaron, como es y como será por los siglos de los siglos.

Montalvo en pocas ocasiones se refería a los militares. Pensaba que la historia y la guerra son inseparables y se limitaba a discernir entre guerras justas e injustas. Asimismo, como hombre de su época no permanecía insensible ante el aspecto heroico de las luchas y la grandeza que hay en despreciar la propia vida en aras de un ideal.

#### Anticlericalismo
Montalvo deseaba la separación de Iglesia y Estado, y en sus escritos no pretendía hablar a sus lectores de religión y fe sino del Ecuador y de su gobierno. Atacaba o defendía al clero según su situación política. En más de una ocasión, buscando en vano su apoyo político, escribió para elogiar las cualidades del buen clero, pero en la mayoría de las veces sus escritos eran anticlericales. En El Cosmopolita atacó al clero porque era un miembro fuerte e influyente del Partido Conservador que dominaba entonces el poder; también por interesarse más en los bienes terrenales que en los celestiales, por simoníaco. Cuando escribió esta obra, en 1866, el clero era muy poderoso en Ecuador, y no solo no admitía el menor indicio de oposición sino que la consideraba como herejía. Respecto al fanatismo religioso, relató una anécdota interesante aunque exagerada en Las Catilinarias:

Hase visto en Quito un cabrón de Méndez subir al púlpito, quemarse las manos en un mechero, meter en la boca una vela encendida, y probando con esto que la virtud de Dios obraba en él, gritar que en ese instante el diablo estaba andando suelto por la iglesia, y formar remolinos espantosos de plebe engañada y escarnecida. Y no ha habido policía que baje a ese pícaro del pescuezo y le imponga un fuerte castigo corporal, ni gobierno que le mande con grilletes a Guayaquil, a embarcarle en el primer buque ballenero que parezca. Al mismo penitente embaidor se le había visto, cuando el terremoto de Imbabura, salir azotándose por las calles de Quito, y gritando que por las maldades y falta de devoción de la gente había ocurrido esa desgracia. Levantada ahí al punto una armazón de madera en la plaza de la Catedral de Quito, subió allá el arlequín, y, desnudo por delante seis dedos abajo el ombligo, forrada la espalda con un cuero de vaca debajo de un tul negro, se dio cinco mil azotes, burlándose así de las cosas santas, del pueblo congregado, del siglo décimonono, del Gobierno, y hasta de Sancho Panza, quien, al fin y al cabo, se dio siquiera cinco buenos y pasaderos. En Bogotá, Caracas, Santiago, Lima, Buenos Aires, parecerán imposibles estas escenas de nefanda barbarie, que se han visto repetir mil veces en Quito en las mayores aflicciones públicas. Terremotos, lluvias de ceniza, cóleras furibundas de los volcanes, allí están los frailes gachupines a quemarse las manos en el púlpito, a morder cabos de vela, a ver el diablo con sus ojos, y decir que todo lo provocan y lo hacen los liberales.

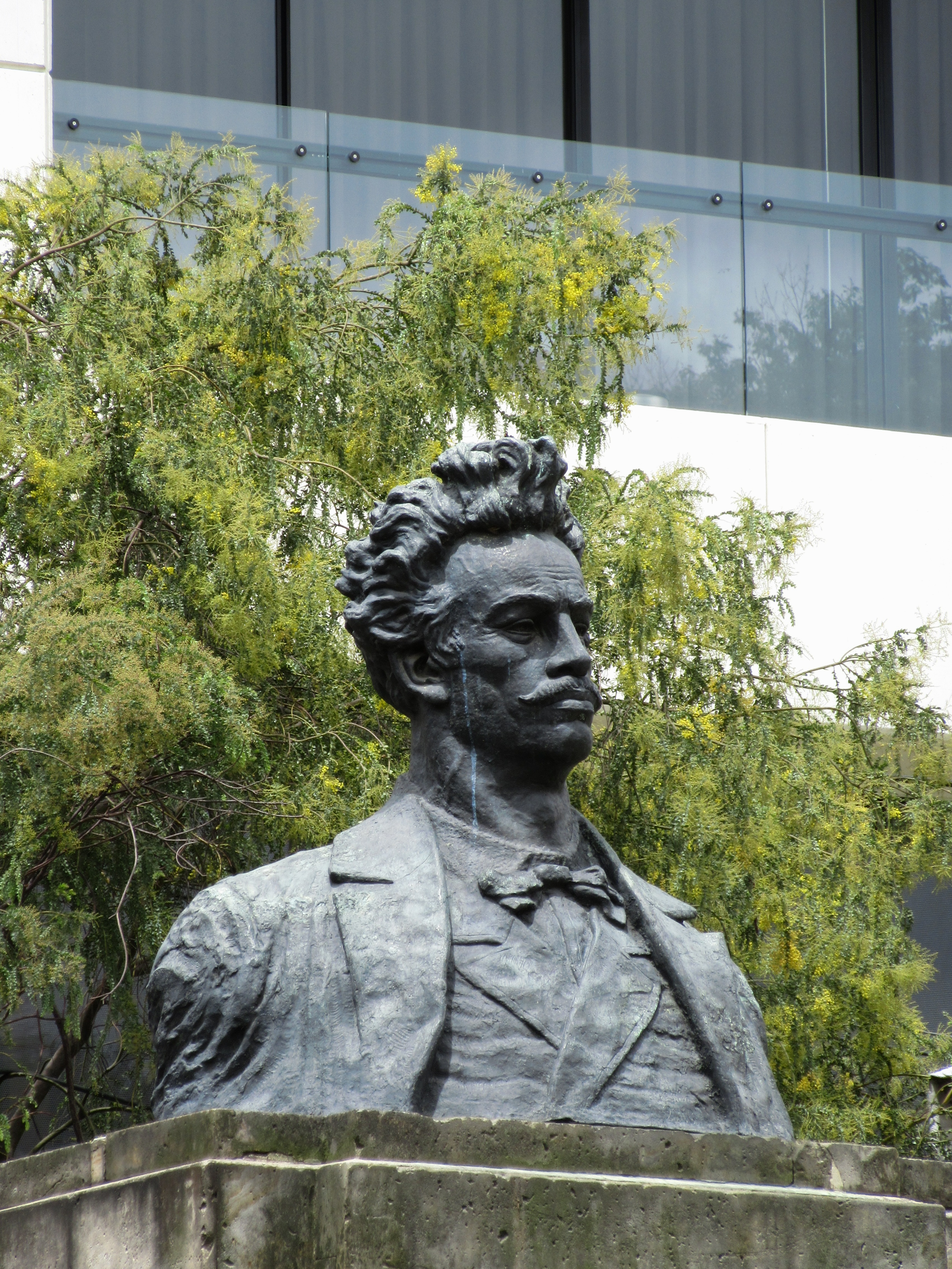
Busto de Montalvo en Bogotá

Continuó con su oposición al clero en sus Siete tratados y en las citadas Las catilinarias, porque se sentía defraudado al ver que el clero no luchaba contra Veintemilla. Su obra más furibunda fue Mercurial eclesiástica, escrita como respuesta a la condena del portavoz del clero, Monseñor José Ignacio Ordóñez, a su obra. No obstante, se puede asegurar que en la práctica Montalvo se llevó mejor con la autoridad eclesiástica que con los católicos conservadores. Un caso ilustrativo es su Contestación a la carta de un sacerdote católico al señor redactor de El Cosmopolita, publicada en el número 3 de su revista. El citado sacerdote era el nuncio apostólico, Monseñor Antonelli, quien con suma cortesía defendía la necesidad del Concordato. Con la misma deferencia Montalvo en 25 páginas se expresa con la mayor claridad acerca de lo que deben ser a su juicio las relaciones entre Iglesia y Estado. Se declara partidario del Patronato regio, afirma que en caso de desacuerdo ha de primar la razón de Estado, rechaza el Concordato firmado por García Moreno y termina especificando que considera el cristianismo como la verdadera religión y aseverando: "Nunca seré contrario sino de la superstición, el fanatismo y los abusos de los malos sacerdotes". El nuncio le mandó una segunda carta de tono amistoso, defendiendo siempre el punto de vista de la Iglesia pero sin condenar las posiciones personales del escritor.
Montalvo se oponía a la dominación clerical, como a cualquier otra, y cuestionaba el “mito de una Iglesia perfecta hasta el más mínimo detalle y autorizada así a sancionar cualquier asomo de crítica”. En definitiva, su posición frente al clero obedecía a la política en primer lugar, luego a su filiación liberal antiteocrática y a experiencias vividas ante el clero, a pesar de lo cual no dejó de ser religioso.

## Matrimonio y descendencia

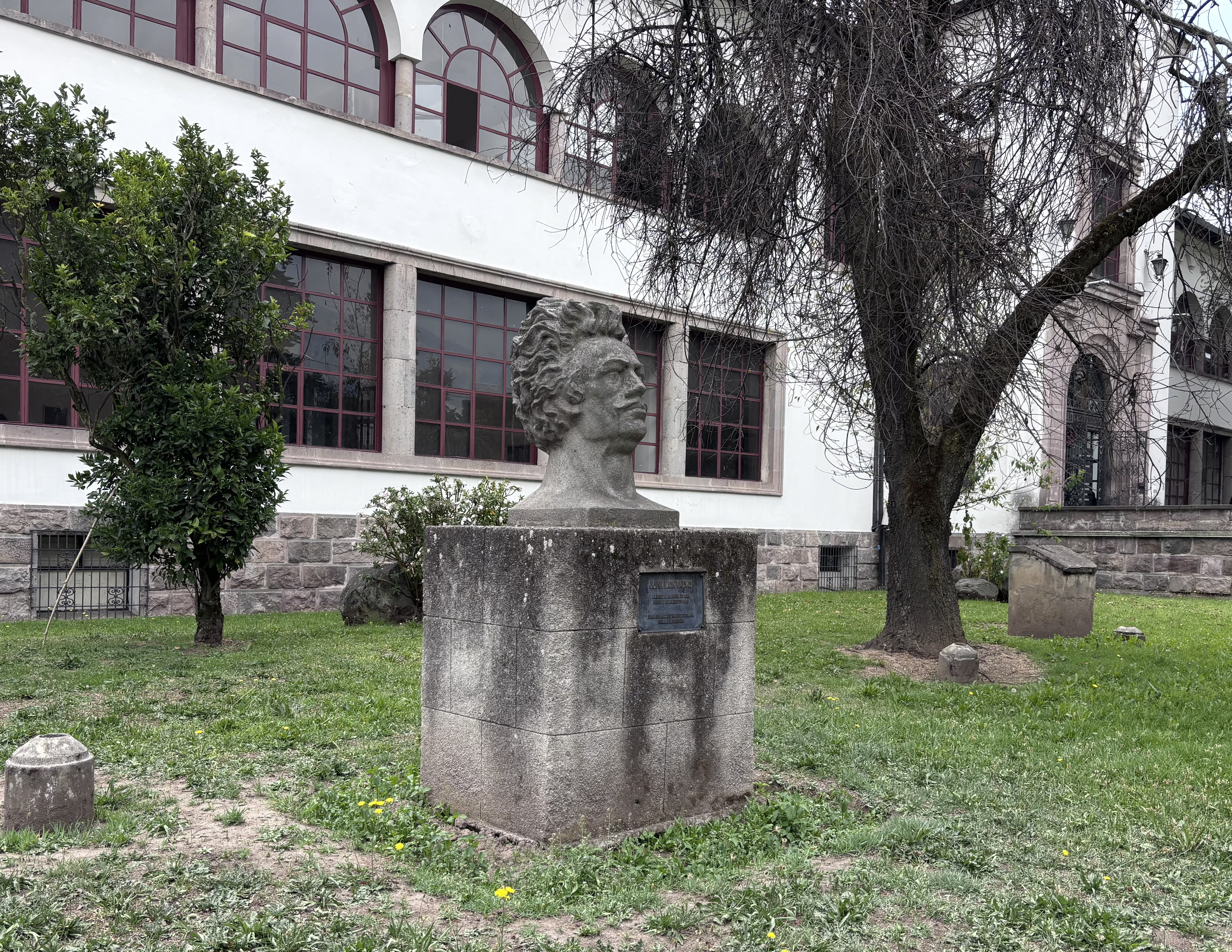
Busto en la Casona de la CCE - Quito.

Juan Montalvo contrajo matrimonio en su ciudad natal con María Manuela Guzmán, celebrado el 17 de octubre de 1868, del cual procreó dos hijos: Juan Carlos Alfonso Montalvo Guzmán, bautizado el 29 de julio de 1866, y quien falleció a los 7 años. El 8 de mayo de 1869 nació su segunda hija María del Carmen Montalvo Guzmán. 
María Manuela Guzmán, su esposa legítima, murió el 23 de octubre de 1882 a los 42 años de edad.
Durante su autoexilio en Ipiales mantuvo una relación con una joven de apellido Hernández con quien tuvo dos hijos: Adán y Visitación.
Durante su último viaje a Europa en París conoció a Augustine Contoux con quien habitó en concubinato durante sus últimos años y tuvo un hijo de nombre Jean Contoux que nació en 1886.

## Listado de obras

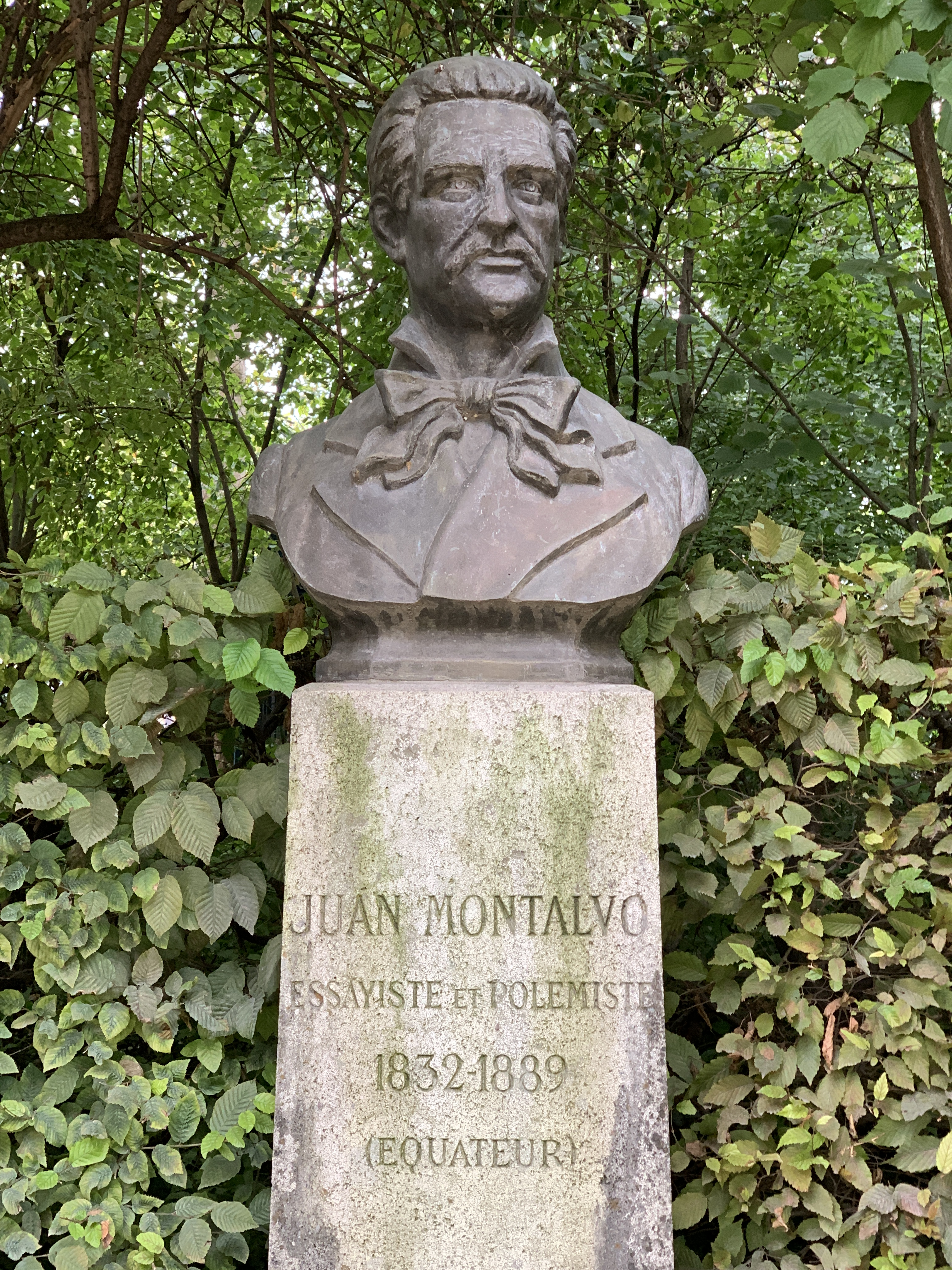
Busto de Juan Montalvo en París

Fue un autor muy prolífico. Su obra filosófica es abarca cerca de mil páginas, su ficción novecientas y sus principales ensayos superan las dos mil. Algunos fueron publicados por él, aunque también existe una abundante obra póstuma, puesto que los estudios de sus libros no han perdido popularidad:

### Primeras obras en periódicos
- 1848: La Razón
- 1849: El Veterano
- 1854: La Moral Evangélica

### Ensayos políticos y religiosos
- 1865: El Cosmopolita, nueve libros, 662 pp.
- 1878: El Regenerador, doce tomos
- 1880: Las Catilinarias, doce tomos, 227 pp.
- 1884: Mercurial eclesiástica, 230 p.

### Ensayos filosóficos
- 1856: El Espectador, en tres tomos 581 p.

- 1882: Siete Tratados, en dos tomos 866 p.
- 1902: Geometría Moral, 214 p.

### Ficción
- 1895: Capítulos que se le olvidaron a Cervantes, novela 448 p.
- 1935: El libro de las pasiones: La Leprosa, Jara, Granja, El Descomulgado, Cristo, Los tiranos modernos, Caton el Joven, El Dictador, 456 p.

### Miscelánea
- 1873: Judas en 38 p.
- 1916: Fisiología de la risa, ensayo en 50 p.

### Estudios sobre su vida
- Université de Franche-Comté (1976). Juan Montalvo en Francia. les Belles lettres. p. 242.
- Jaén Morente, Antonio (1944). Juan Montalvo y Emilia Pardo Bazán. Colón. p. 79.
- Agramonte, Roberto (1982). Montalvo en su epistolario 362 cartas intimas y cartas sobre asuntos públicos y literarios entre Juan Montalvo y grandes personalidades del Ecuador, América, España y Europa. p. 443.
- Pérez, Galo René. Vida de Juan Montalvo. Campaña Nacional Eugenio Espejo. p. 171.
- Barriga López, Franklin (1985). Vida y pensamiento de Montalvo. Universidad Nacional de Loja. p. 158.

### Estudios sobre su obra
- Anderson Imbert, Enrique (1973). El arte de la prosa en Juan Montalvo. Bedout. p. 210.
- Rodó, José Enrique (1931). Hombres de América: Montalvo, Bolívar, Darío. Cervantes. p. 267.
- Biblioteca Ecuatoriana Mínima (1960). Juan Montalvo. J. M. Cajica. p. 578.
- Valdano, Juan (1981). Léxico y símbolo en Juan Montalvo: ensayo de interpretación lexicológica y semiológica de Las catilinarias. Instituto Otavaleño de Antropología. p. 236.
- Zaldumbide, Gonzalo (1937). Montalvo. Casa Editorial Garnier Hermanos. p. 103.
- Carrión, Benjamín (1961). El pensamiento vivo de Montalvo. Editorial Losada.
- Roig, Arturo Andrés (1995). El pensamiento social de Juan Montalvo. Sus lecciones al pueblo. Quito: Corporación editora nacional.
- Jácome, Gustavo Alfredo (1988). Vigencia de Juan Montalvo en la cultura ecuatoriana. Fundación Friedrich Naumann. p. 475.
- Sacoto, Antonio (1973). Juan Montalvo: el Escritor y el Estilista. Quito: Casa de la Cultura Ecuatoriana.
- Pérez, Galo (2003). Remembranzas de la vida y obra de Juan Montalvo. Quito: Casa de la Cultura Ecuatoriana. ISBN 9978-92-249-0.
- Naranjo, Plutarco (1966). Los escritos de Juan Montalvo. Quito: Casa de la Cultura Ecuatoriana.
- Gualpa, José Alvarado (2006). Juan Montalvo ¡habla a la patria para salvarla!. Casa de Montalvo. p. 389.